# Bugnion (Familie)
Die Familie Bugnion ist eine Schweizer Familie, die seit 1295 in der Romandie nachgewiesen ist. Sie hat bedeutende Mitglieder in der kommunalen und kantonalen Regierung, im Bankgeschäft und in Theologie und Erziehung hervorgebracht.

## Geschichte
Erste Nachweise findet man in Belmont-sur-Lausanne im Jahr 1295, die Ahnenreihe ist seit 1361 lückenlos. In Yverdon erhielt sie das Bürgerrecht, der Zweig erlosch 1727. 1601 erhielten sie das Bürgerrecht in Lausanne, sie war zu diesem Zeitpunkt schon in der Regierung der Gemeinde tätig. Von da an widmeten sie sich mit jeder Generation kommunalen und kantonalen Angelegenheiten.
Charles-Louis Bugnion (1778–1834) studierte Theologie, wurde in der Regierung des Waadtlands tätigt und gründete 1803 die Bank Bugnion mit einem Partner in Lausanne. Er war Mitglied im Verwaltungsrat der Kantonalbank. Er wurde als Stadtrat in Lausanne und Abgeordneter des Kantons gewählt. 1841 erbaute er die Villa Hermitage.
Charles-Juste Bugnion, der Sohn von Charles-Louis, leitete die Bank nach dem Tod seines Vaters ab 1834. Er vergrößerte den Grundbesitz um die Villa Hermitage und beteiligte sich an der Finanzierung der Bahnlinie Bern-Lausanne. Die Familie gab festliche Gesellschaften in ihrer Villa, nicht zuletzt, um geeignete Heiratspartner für ihre Nachkommen zu finden.

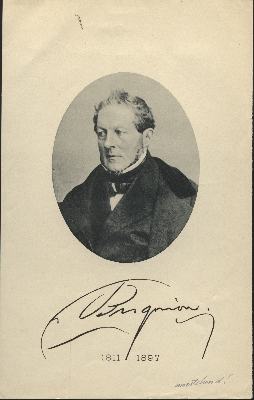
Charles Juste Bugnion

Charles-Auguste, der Sohn von Charles-Juste, übernahm die Leitung der Bank von seinem Vater. Die Bank blieb bis 1964 im Besitz der Familie, danach wurde sie von der UBS übernommen.
François-Louis Bugnion (1822–1880) studierte Theologie und wurde 1845 zum protestantischen Priester geweiht. Er hing der „Nouvelle Eglise/New Church“ von Emanuel Swedenborg (1688–1772) an, die wegen ihrer okkultistischen und mystischen Elemente im 19. Jahrhundert populär war, aber von der offiziellen Kirche als Ketzerei verurteilt wurde. Er wirkte als Pastor in der Schweizer Kolonie von Chabag in Bessarabien, heute Ukraine. Danach auf Mauritius, La Réunion,  Puducherry, Madras heute Chennai und Yercaud, Indien. In den USA versuchte er vergebens eine Schweizer Kolonie zu gründen (1869–1871), nach Aufenthalten in Australien und Indien ließ er sich in Rockhampton, Australien, nieder, wieder mit der Absicht, eine Kolonie zu gründen. Er verstarb während einer Reise in Istanbul. Sein Bruder  Marc-François (1828–1899) folgte ihm als Priester in Chabag.
1976 verkaufte die Familie ihr Domizil, die Villa Hermitage, an die Stadt Lausanne. Die Villa beherbergt seit 1984 die Stiftung Hermitage. Die Stiftung veranstaltet Ausstellungen, Konferenzen, Lesungen für die Jugend, Workshops für Philosophie und Malerei und Kulturfeste mit Gastronomie.

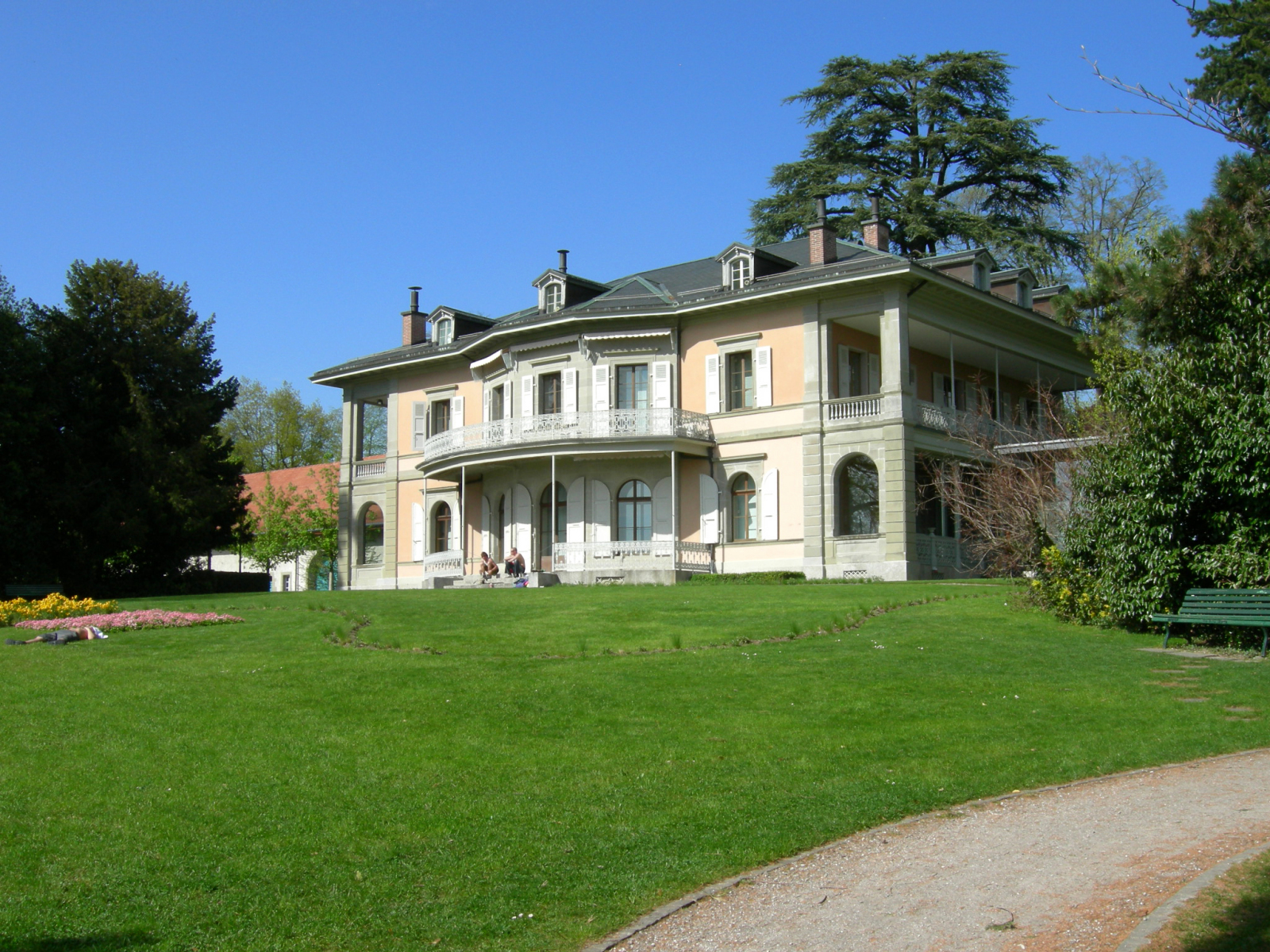
HermitageSud